# 5933 Кемурджян
5933 Кемурджян (5933 Kemurdzhian) — астероїд головного поясу, відкритий 26 серпня 1976 року.
Тіссеранів параметр щодо Юпітера — 3,687.